# Centre Alemany d'Operacions Espacials
El Centre Alemany d'Operacions Espacials (anglès: 'German Space Operations Center', GSOC; alemany: 'Deutsche Raumfahrt-Kontrollzentrum') és el centre de control de missions del Centre Aeroespacial Alemany (DLR, alemany: 'Deutsches Luft- und Raumfahrt Zentrum') ubicat a Oberpfaffenhofen, prop de Múnic, Alemanya.

## Activitats
El GSOC realitza les següents tasques en l'àmbit d'operacions espacials nacional i internacional:
- Operació de satèl·lits científics
- Operació de satèl·lits de navegació
- Operació de satèl·lits comercials
- Operació de Vol espacial tripulat
- Desenvolupament i funcionament de la infraestructura de comunicacions
- Investigació i desenvolupament de noves tecnologies en el camp de les operacions de vol espacial

Aquestes tasques es divideixen i realitzen en les següents dues fases:
1. Fase de preparació
- Anàlisis de la missió
- Proves de programari i maquinari amb els satèl·lits i el simulador
- Desenvolupament del concepte d'estació terrestre, des d'on es faran els contactes amb el satèl·lit

2. Operació de la missió (LEOP, posada en marxa o Comissioning, operació en rutina, desmantellament)
- Planificació de la missió
- Operacions de vol (comandar el satèl·lit i seguiment del seu estat)
- Rebre dades científiques/tècniques del satèl·lit i proporcionar dades o informació a la comunitat d'usuaris

## Història
Quan Alemanya Occidental als anys 1960 va decidir llançar el seu propi programa espacial i participar en projectes espacials internacionals, es va materialitzar la idea de tenir un centre de control espacial propi des d'on pilotar les missions. L'any 1967, el llavors Ministre de Finances Franz Josef Strauss va posar la primera pedra fundacional del primer complex d'edificis. El centre es va inaugurar poc després.

### Primeres missions científiques (1968-1990)
La primera missió del GSOC va ser AZUR, llançada el 8 de Novembre de 1969, dedicada a l'estudi del Cinturó de Van Allen. Posteriorment el centre va controlar les missions AEROS A i B (1970 a 1974), projecte conjunt amb la NASA per l'estudi de les capes altes de l'atmosfera. També conjuntament amb la NASA i llançades el 1974 i 1976 respectivament, el GSOC es va encarregar de les missions HELIOS A i B, dedicades ambdues a l'estudi de processos solars des d'una Òrbita heliocèntrica, fet que suposà la primera missió interplanetària pel Centre Alemany d'Operacions Espacials. L'èxit d'aquestes missions va fer que l'Agència Espacial Europea confiés al GSOC el suport en la missió Giotto, llançada el 1985, amb l'ajuda de l'antena de 30 metres de diàmetre en banda S que té el DLR a Weilheim. També el GSOC fou responsable del satèl·lit alemany ROSAT, un telescopi de raigs X llançat el 1990.

### Enfocament als vols espacials humans (1985-1995)
Fins al 1985, el GSOC es va concentrar cada vegada més en els vols espacials humans. Durant la primera missió de l'Spacelab, el 1983, el GSOC es va vincular al centre de control de la missió de la NASA a Houston com a centre d'usuaris. Posteriorment el GSOC va acompanyar dos vols tripulats: El 1985, el GSOC va agafar el control de la càrrega útil del Spacelab mentre que el control de vol es va mantenir al Lyndon B. Johnson Space Center de la NASA. Per primera vegada a la història, el centre de control de la càrrega útil d'una missió dels Estats Units estava sota control extern a la NASA. Això també va significar que per primera vegada un vol tripulat estava parcialment controlat fora de EE.UU. o la Unió Soviètica.
Durant aquesta última missió, el llavors primer ministre de Baviera Franz Josef Strauss va anunciar el 5 de Novembre del 1985 un extens programa d'inversions amb el qual es pretenia incrementar el paper del GSOC en els vols espacials europeus. Però el fracàs del 5è vol de l'Ariane 3 el setembre de 1985 juntament amb el fatal desenllaç del Transbordador espacial Challenger el gener de 1986 va ralentitzar el desenvolupament del centre de Oberpfaffenhofen, i per tant, del GSOC.
No obstant, aquests fets no van privar d'un nou edifici al GSOC, la construcció del qual va començar el 1989. Aquest nou edifici es va utilitzar per primera vegada en la missió del Spacelab STS-55 el 1993, marcant una nova fita en ser el primer cop que el GSOC tenia accés sense filtres a tota la informació del Spacelab al tenir ple control de la càrrega útil. També es va utilitzar posteriorment per a missions tripulades de l'ESA com l'Euromir, precursora des d'un punt de vista d'experiència europea en vols espacials humans al laboratori científic Columbus de l'Estació Espacial Internacional.

## Missions actuals
Degut a la trajectòria del GSOC en vols espacials tripulats, única a Europa, la ESA va seleccionar el GSOC per operar el mòdul de investigació Columbus, la contribució més important d'Europa a l'Estació Espacial Internacional. Similarment el GSOC també va ser seleccionat per establir i operar, a través de la filial comercial DLR Gesellschaft für Raumfahrtanwendungen mbH, un dels dos centres de control del programa europeu de navegació per satèl·lit Galileo. El novembre de 2006 es va col·locar la primera pedra del nou edifici del centre de control de Galileo en els terrenys del GSOC.
Així doncs, actualment el GSOC està operant un conjunt molt divers de missions, entre les que es destaquen:
- Columbus, modul científic europeu de l'Estació Espacial Internacional. Dins del GSOC, té una sala de control pròpia, el Columbus Control Centre.
- Galileo, constel·lació de 30 satèl·lits que formen el sistema de navegació per satèl·lit propi de la Unió Europea.
- European Data Relay Satellite (EDRS): Constel·lació de satèl·lits destinats a transmetre informació entre satèl·lits, naus espacials, UAVs i estacions terrestres.
- TerraSAR-X, satèl·lit d'observació terrestre.
- TanDEM-X, satèl·lit d'observació terrestre.
- Gravity Recovery and Climate Experiment: Compost per els satèl·lits GRACE 1 i 2, concebuts pel DLR i la NASA per determinar amb precisió el camp gravitatori terrestre.
- SAR-Lupe (en): Missió de reconeixement militar composta de 5 satèl·lits.